# حورس

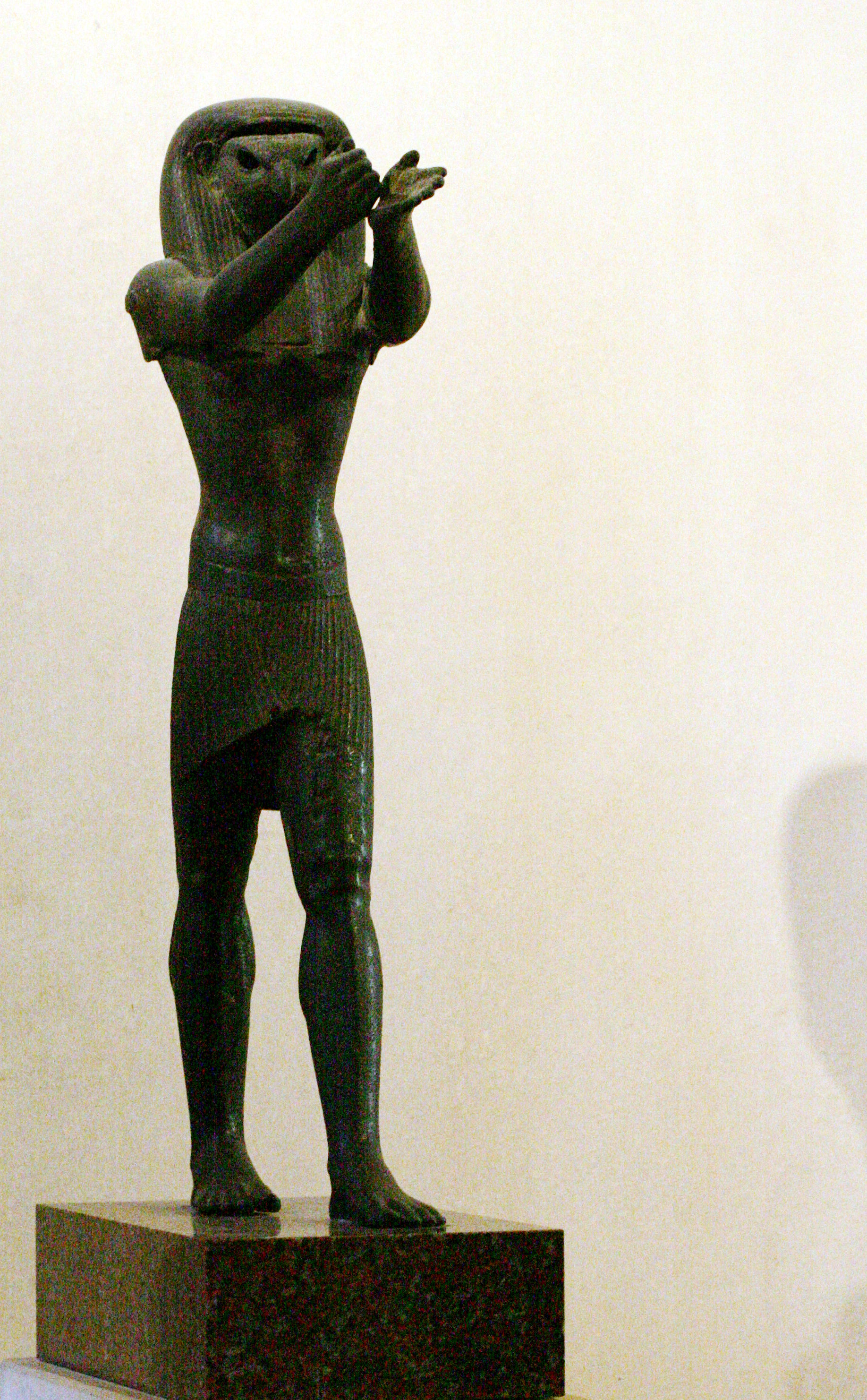
حورس في معبد ادفو

حورس (باليونانية: Ὧρος) هو إله الشمس عند قدماء المصريين.

## معبد حورس

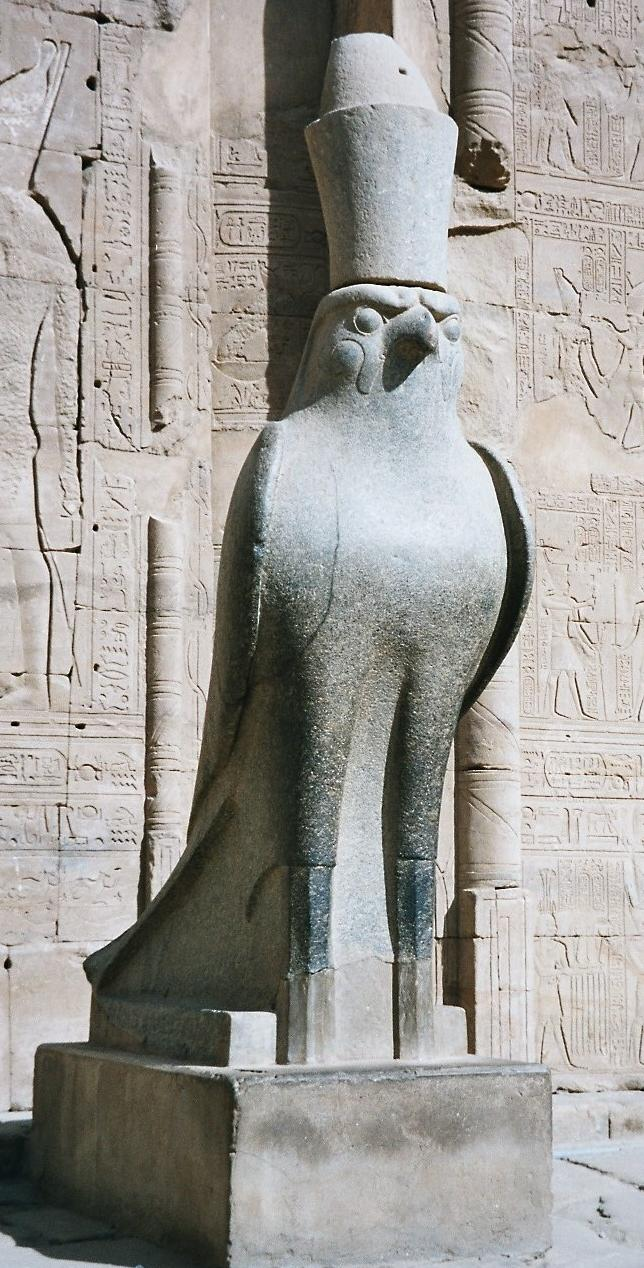
تمثال حورس في معبد إدفو.

بدأ تشييد هذا المعبد الضخم للإله «حورس» في عهد «بطليموس الثالث - يورغيتيس الأول» (بالإنجليزية: Ptolemy III Euergetes I) (كلمة «يورغيتيس» تعنى «المُحسن») في سنة 145 ق.م، واستغرق بناء هذا المعبد حوالي 200 سنة، حيث تم الانتهاء من إنشائه في عهد «بطليموس الثالث عشر» في القرن الأول قبل الميلاد.
وذكر حورس في إحدى الأساطير في مصر القديمة وكان يعتبر رمز الخير والعدل. وقد كان أوزيريس هو أبوه الذي كان إله البعث والحساب عند المصريين القدماء. طبقا للأسطورة الدينية أن عمه ست الشرير قتل أبوه ووزع أجزائه في أنحاء القطر المصري. وكانت أمه إيزيس، فقامت بجمع أجزاء جسد أبيه، ويعتبر ذلك أول عملية لتحنيط الموتى وعاشرت جسم أبيه. ولد حورس بعد ذلك وأراد أن ينتقم من عمه ويأخذ الثأر لأبيه، ولذلك يسمى حورس أحيانا «حامي أبيه». وفقد حورس في تلك المعركة عينه اليسرى. وتبوأ عرش مصر.
أصبح أوزوريس إله الحساب في العالم الآخر، وأصبح حورس ملك الحياة الدنيا. وكل ملك من ملوك مصر كان يحكم بحكمه ممثل حورس، ويستعين بالإله حورس في أعمالة وحروبه. ولذلك نجد كل ملوك مصر يتسمون في أحد أسمائهم (وكان الملك له عادة 5 ألقاب) باسم حورس.
ومن التعاويذ المصرية القديمة نجد الكثير منها في صورة عين حورس وهي تسمى «وجات» وتعلق على الصدر. كما اتخذت عين حورس أيضا لتمثيل الكسور مثل: 1/2 و 1/4 و 1/8 و 1/16 و 1/32 إلى 1/64.
كانت أمه إيزيس هي ربة القمر لدي قدماء المصريين.

## حورس كاسم الملك

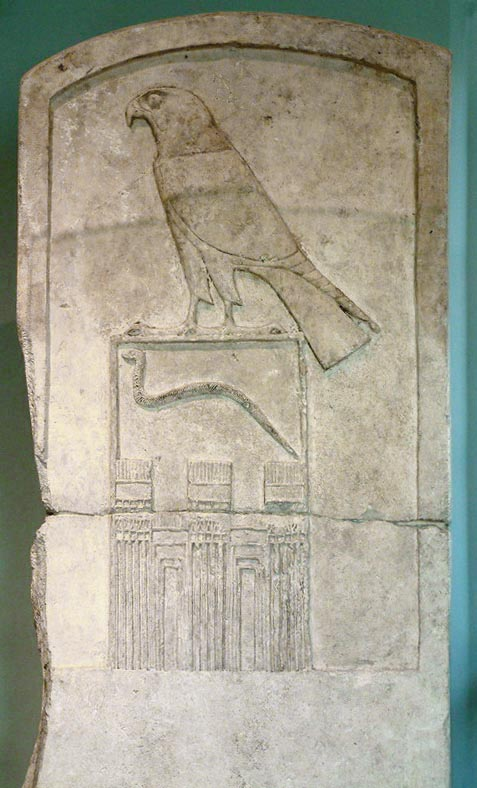
اسم الملك واجي (الثعبان) وعليها حورس (في صورة الصقر) واقفا على صوان القصر. (الأسرة الأولى نحو 4000 قبل الميلاد).

كان عمل حورس لجميع ملوك مصر المثال الأعلى حيث أنه انتقم لأبيه من قاتله وكان عادلا. ولذلك كانوا يتخذون اسم «حورس الحي» وهو من أقدم الألقاب الملكية في مصر القديمة. وذكر اسمه في العصور القديمة مقترنا بحاتحور والملك العقرب الأول. ويبدو حورس في هذا اللقب واقفا على صرح القصر، ويحيط باسم الملك.
ونجد حورس أيضا على لوحة نارمر أو لوحة الملك مينا الشهيرة وهي من عهد الأسرة الأولى في مصر وهو يمسك برؤوس أعداء مصر المهزومين ويقدمهم إلى الملك. وحتي الأسرة الرابعة كان لقب فرعون يتكون فقط من اسم حورس، وخلال تلك الأسرة ظهر أيضا اسم حورس الذهبي، كلقب ثاني للملك.

## في الحساب

أجزاء عين حورس وقيمة كل منها.

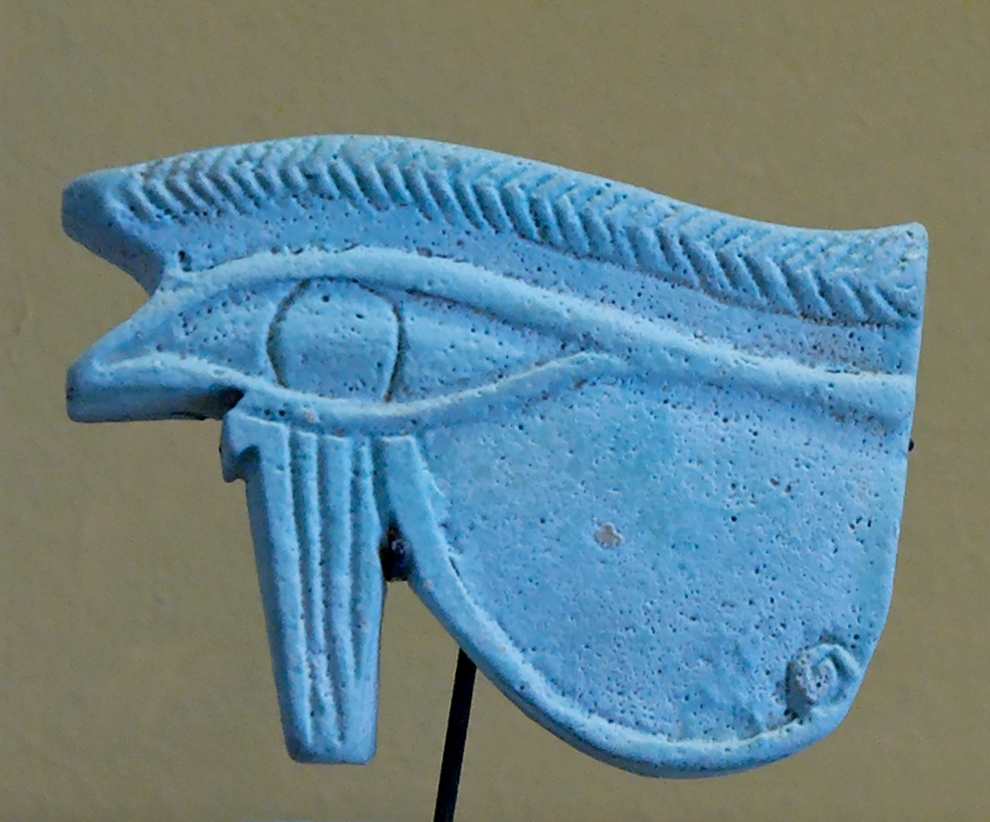
عين حورس.

استخدم قدماء المصريين الكسور في الحساب في صورة 1/س وعلى الأخص للتجزئة وتوزيع الغلال، مثل:1/2 و 1/4 وغيرها واستعانوا بعين حورس لتمثيلها.
فكان كل جزء من عين حورس يمثل كسرا معينا (انظر الشكل) وهي كانت تمثل أجزاء للحجم العياري لديهم ما يسمى «حقات» أي تمثل 1/2 حقات أو 1/4 حقات.... أو 1/32 حقات وهكذا. وإذا جمعنا تلك الكسور حصلنا على المجموع 63/64، أي يقل المجموع عن الواحد بمقدار 1/64. وعندما سأل أحد التلاميذ أستاذه في مصر القديمة، أين ذهبت ال 1/64 الناقصة؟أجابة المعلم بأن الإله توت - وهو إله الحساب - قد قام بإخفائها. وهذا كان من معتقدات المصريين القدماء.

## أبناء حورس
يعتبر المصريون القدماء أن حورس أنجب أربعة أبناء، هم: «حابي» و «أمستي» و «دوموتيف» (ومعناه «حامي أمه») و «كبحسنوف» (ومعناه «عاطي الشراب لأخيه»). في كتاب الموتى توجد عادة صورة لأوزوريس جالسا على عرش في الآخرة وإلى خلفه أختيه أيزيس ونيفتيس، وإلى أمامه يقف [أبناء حورس الأربعة واقفون على زهرة اللوتس لمحاسبة الإنسان. من جهة أخرى كان تجهيز الموتى وتحنيطهم يتم بفتح بدنهم وأخذ القلب (القلب لا نستخرجه لان به يذهب المصرى القديم إلى العالم الآخر ويخلد بالعيش في حقول اوزير)والأحشاء ووضعها في أربعة قوارير (الأواني الكانوبية) تشكل الأبناء الأربعة لحورس للمحافظة على سلامتهم، وكانت تلك القوارير الأربعة توضع ملازمة للمومياء، التي تحنط وتُملأ بمواد تمنع تحللها.
وكان تصور المصري القديم أن حورس سيقدم الميت إلى أوزوريس في حالة نجاحه في اختبار الميزان فيأخذ ملبسا جميلا ويدخل «الجنة». ويتم اختبار الميزان كالآتي: يؤتي بقلب الميت ويوضع في إحدى كفتي الميزان وتوضع في الكفة الأخرى «ريشة» (ماعت) وهي رمز «العدالة واللأخلاق الحميدة»، فإذا كانت الريشة أثقل من القلب، فمعنى ذلك أن الميت كان طيبا في حياته وعلى خلق كريم فيأخذ ملبسا جميلا ويدخل حديقة «الجنة» ليعيش فيها راضيا سعيدا. وأما إذا ثقل قلب الميت عن وزن الريشة فمعناه أنه كان في حياته جبارا عصيا. عندئذ يُلقى بالقلب وبالميت إلى حيوان خرافي يكون واقفا بجوار الميزان - عمعموت: رأسه رأس تمساح مقدّمة جسده اسد ومؤخرة جسده فرس النهر - فيلتهمه هذا الحيوان على التو وتكون تلك هي نهايته الأبدية.
من الأساطير المصرية القديمة أيضا أن حورس كان يرسل أبنائه الأربعة عند تتويج فرعون مصر في أربعة جهات الأرض للتبشير بنفوذ الملك الجديد.

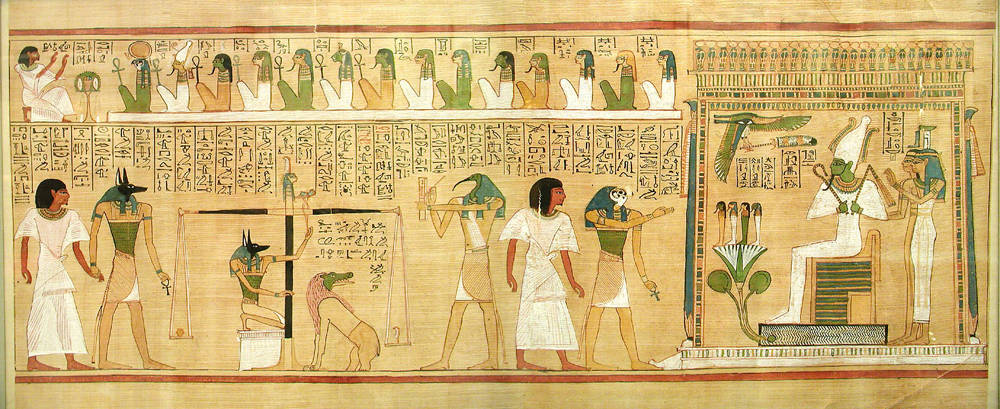
محاسبة الميت أمام أوزوريس ، الإله توت يسجل بالقلم نتيجة الميزان، والوحش الخرافي «عمعموت» يقف مستعدا لالتهام الميت وقلبه إذا كان كاذبا مجرما في حياته. يقف الأربعة أبناء لحورس أمام أوزوريس على زهرة اللوتس.(Papyrus of Hunefer (الأسره التاسعة عشر) في المتحف البريطاني).

## معرض صور

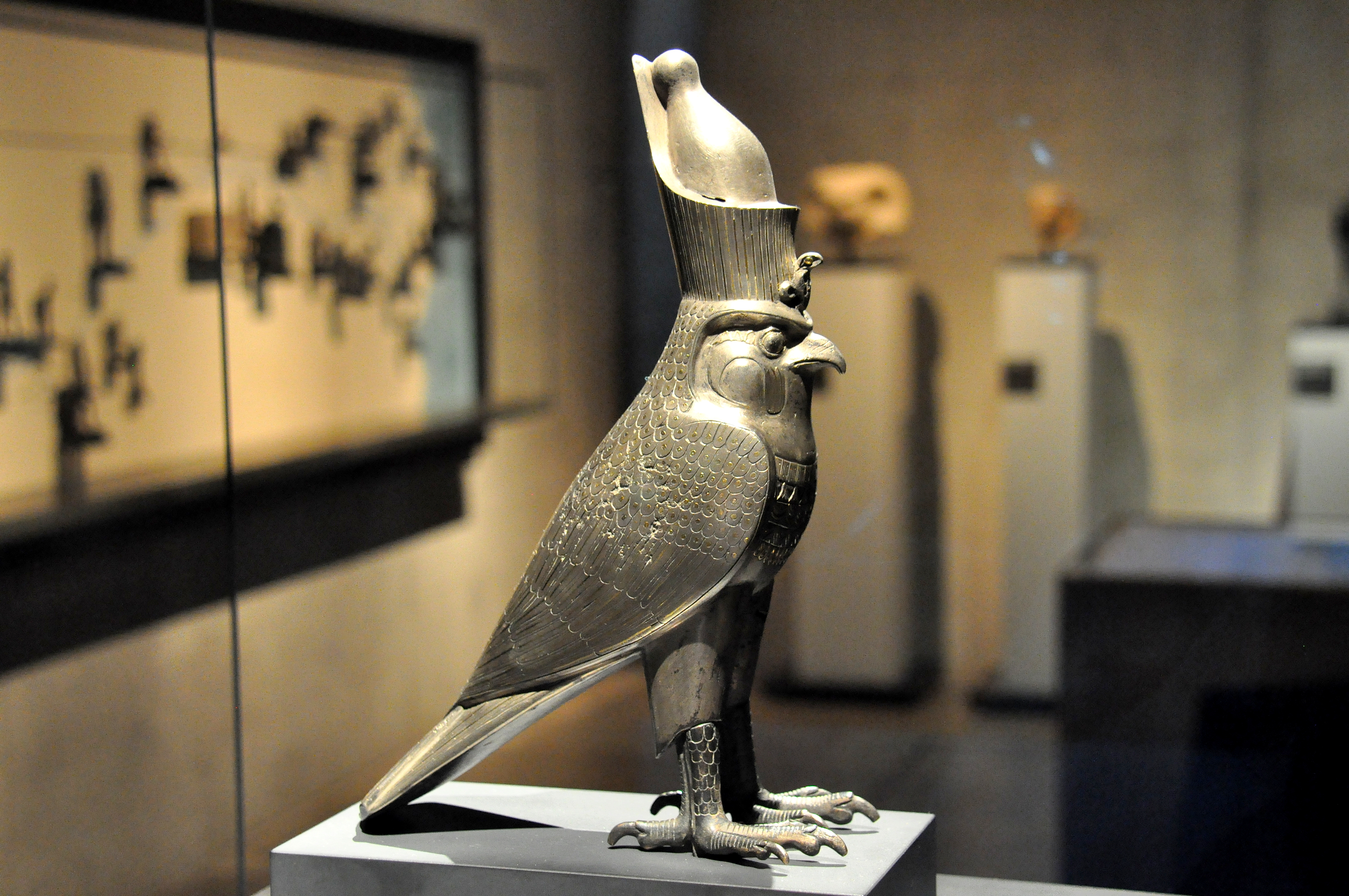
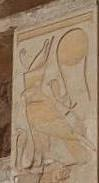
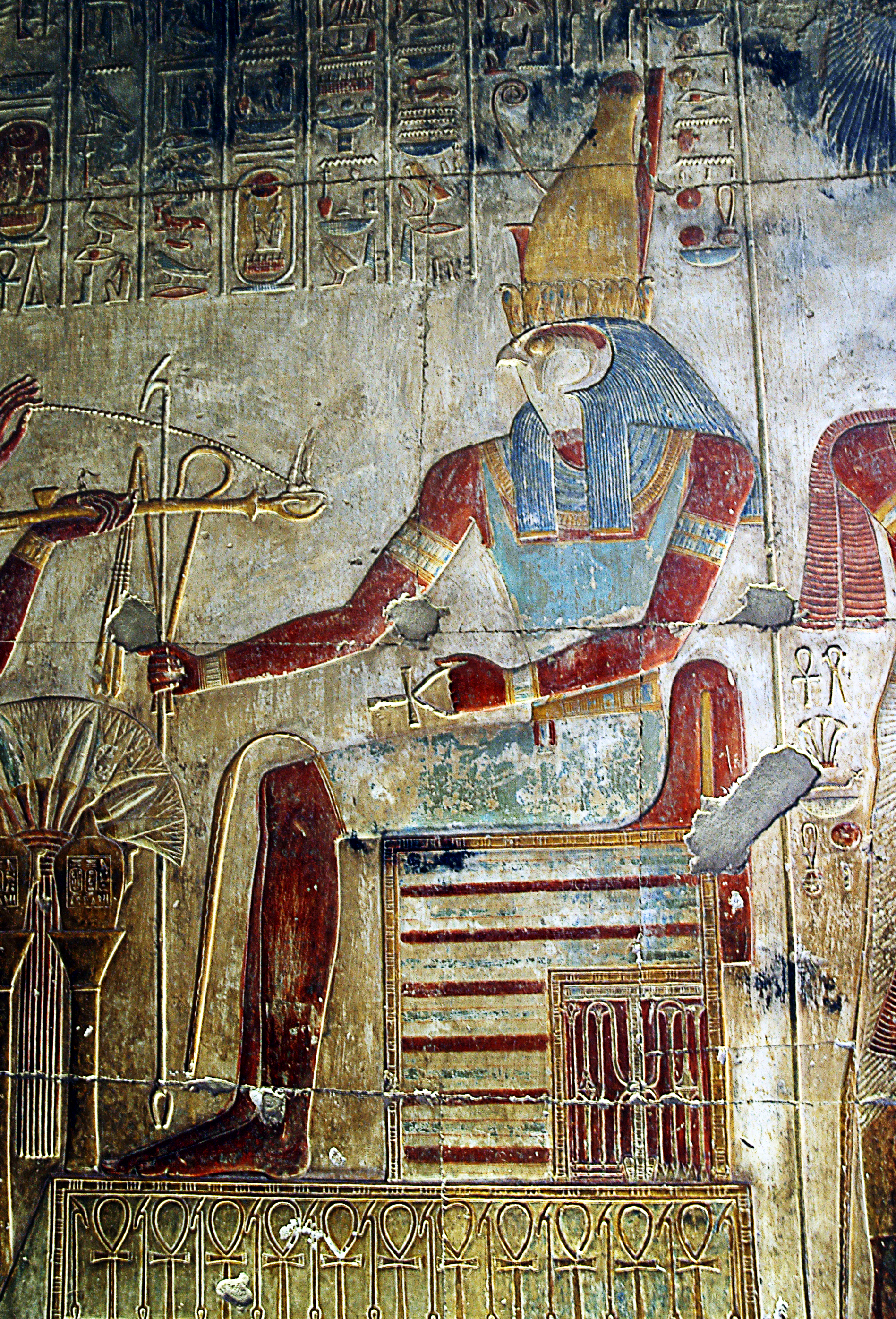
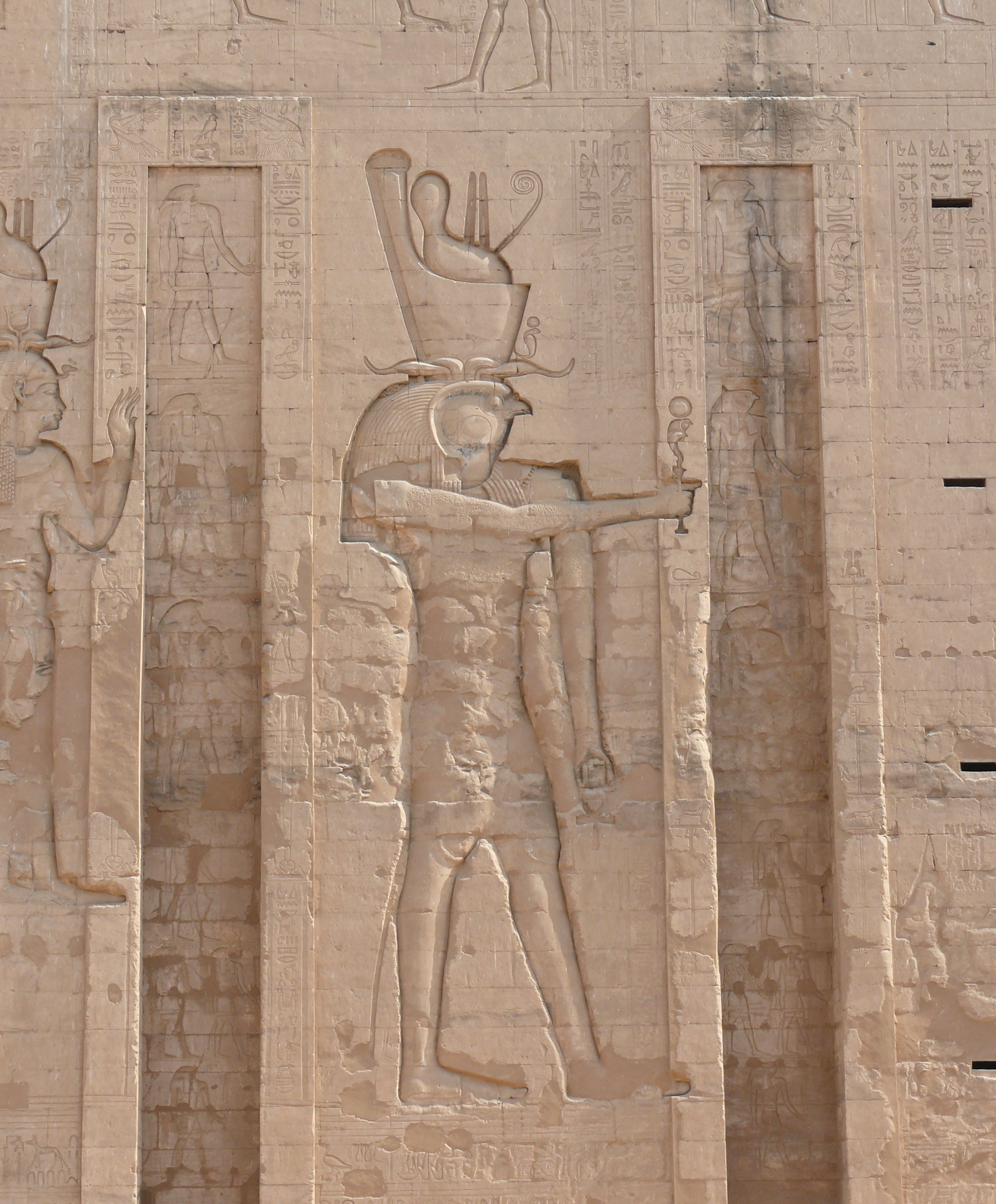
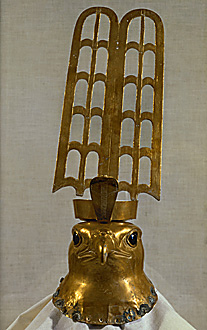
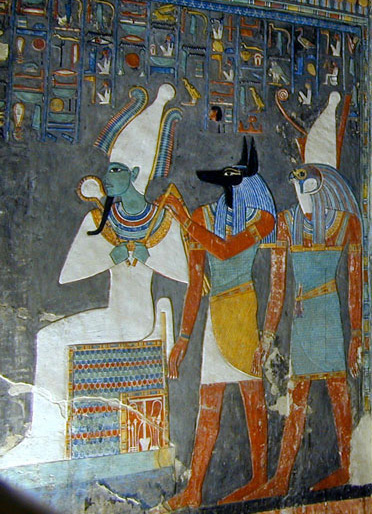
حورس في قبر حور محب.

## اقرأ أيضا
- رع-حوراختي
- حورس الصغير
- نقوش حورس على التماسيح
- أوزوريس
- أيزيس
- هاتور
- ديانة قدماء المصريين
- كتاب الموتى
- نصوص الأهرام